# Поплар (тауншип, Миннесота)
Поплар (англ. Poplar) — тауншип в округе Касс, Миннесота, США. На 2000 год его население составило 173 человека.

## География
По данным Бюро переписи населения США площадь тауншипа составляет 92,0 км², из которых 92,0 км² занимает суша, a вода составляет 0,03 %.

## Демография
По данным переписи населения 2000 года здесь находились 173 человека, 61 домохозяйство и 48 семей. Плотность населения —  1,9 чел./км². На территории тауншипа расположено 79 построек со средней плотностью 0,9 построек на один квадратный километр. Расовый состав населения: 96,53 % белых, 0,58 % коренных американцев и 2,89 % приходится на две или более других рас.
Из 61 домохозяйства в 39,3 % воспитывались дети до 18 лет, в 65,6 % проживали супружеские пары, в 8,2 % проживали незамужние женщины и в 21,3 % домохозяйств проживали несемейные люди. 18,0 % домохозяйств состояли из одного человека, при том 6,6 % из — одиноких пожилых людей старше 65 лет. Средний размер домохозяйства — 2,84, а семьи — 3,17 человека.
26,6 % населения младше 18 лет, 12,1 % в возрасте от 18 до 24 лет, 22,0 % от 25 до 44, 22,0 % от 45 до 64 и 17,3 % старше 65 лет. Средний возраст — 39 лет. На каждые 100 женщин приходилось 101,2 мужчин. На каждые 100 женщин старше 18 приходилось 108,2 мужчин.
Средний годовой доход домохозяйства составлял 36 875 долларов, а средний годовой доход семьи —  37 188 долларов. Средний доход мужчин —  23 750  долларов, в то время как у женщин — 20 500. Доход на душу населения составил 11 915 долларов. За чертой бедности не находилась ни одна семья и 3,8 % всего населения тауншипа.